# Yucca angustissima
Yucca angustissima (englischer Trivialname: Narrow-Leaved Yucca) ist eine Pflanzenart der Gattung der Palmlilien (Yucca) in der Familie der Spargelgewächse (Asparagaceae).

## Beschreibung
Yucca angustissima wächst solitär, stammlos bis gruppenbildend (jedoch manchmal mit Stämmen bis 50 cm Höhe). Die flexiblen, biegsamen, gelben bis grünen Blätter sind 25 bis 45 cm lang und 0,4 bis 1,5 cm breit. Der in den Blättern beginnende Blütenstand ragt über die Blätter hinaus und wird bis 2 Meter hoch. Die hängenden, glockenförmigen, kugeligen, weißen, cremefarbenen Blüten sind 4,5 bis 5,5 cm lang und 2 bis 3 cm breit. Die Blütezeit ist von Mai bis Juni.
Yucca angustissima ist in Mitteleuropa frosthart bis minus 18 °C. Jedoch sind sie in Sammlungen selten.

## Verbreitung
Yucca angustissima ist in der Great-Basin-Wüste in den Staaten Utah, Arizona und New Mexico in Ebenen und Mesas auf flachen, sandigen Hügeln von 1000 bis 2550 m Höhe verbreitet und wächst vergesellschaftet mit Navajoa peeblesiana subsp. fickeiseniorum, Toumeya papyracantha, Sclerocactus parviflorus, Pediocactus sileri, Escobaria missouriensis subsp. navajoensis, verschiedenen Echinocereus spec., Opuntia spec. und Agave utahensis var. kaibabensis.

## Systematik
Die Erstbeschreibung durch George Engelmann unter dem Namen Yucca angustissima ist 1902 veröffentlicht worden.
Die Art ist ein Vertreter der Sektion Chaenocarpa Serie Glaucae. Es werden folgende vier Unterarten unterschieden:
- Yucca angustissima subsp. angustissima
- Yucca angustissima subsp. toftiae (Welsh) Hochstätter
- Yucca angustissima subsp. kanabensis (McKelvey) Hochstätter
- Yucca angustissima subsp. avia (Reveal) Hochstätter

## Bilder

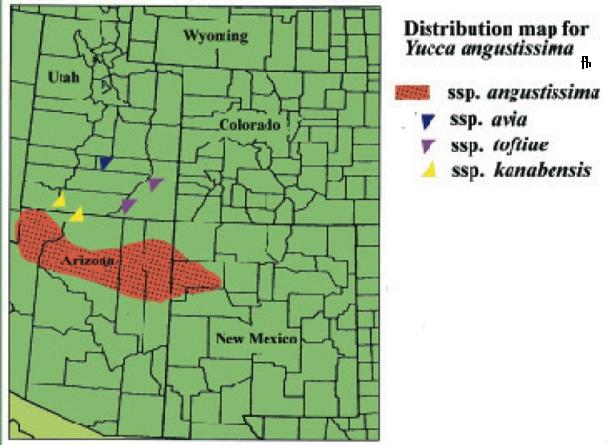
Yucca angustissima Verbreitungsgebiet
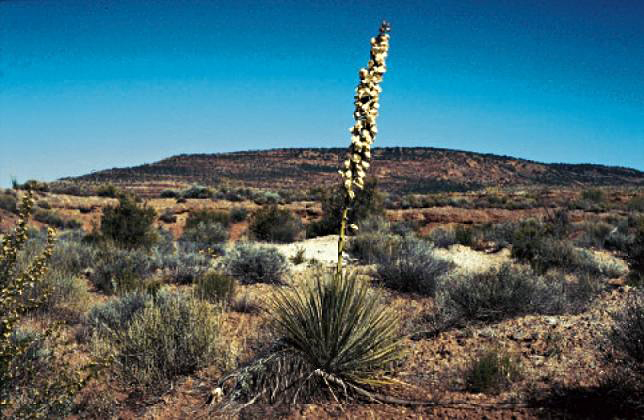
Yucca angustissima in Blüte in Arizona